# Калеб Лендрі Джонс
Калеб Лендрі Джонс (англ. Caleb Landry Jones; нар. 7 грудня 1989, Ґарланд, Техас, США) — американський актор та музикант, відомий ролями в фільмах «Люди Ікс: Перший клас», «Пастка».

## Біографія
Калеб Лендрі Джонс народився в Ґарланді, але ріс у Річардсоні, де закінчив місцеву середню школу. Його батьки живуть на фермі, а сам він переїхав до Лос-Анджелеса після зйомок у фільмі «Останнє вигнання диявола».

## Кар'єра
Акторську кар'єру Джонс розпочав з невеликих ролей в фільмах «Старим тут не місце» братів Коен, біографічній сімейній комедійній драмі «Аутсайдери», а також у серіалах «Нічні вогні п'ятниці», «Пуститися берега», «Вікторія-переможниця». У 2010 він знявся у псевдодокументальному фільмі «Останнє вигнання диявола» та драмі «Соціальна мережа». У тому ж році стало відомо, що актор отримав роль Банши в супергеройській стрічці «Люди Ікс: Перший клас», а також з'явилося промо-фото акторського складу фільму «Літня пісня», у якому Джонс знімався разом з Алексою Вега.
У 2011 з'явилось фото з майбутнього фільму «Контрабанда». Актор отримав роль брата Кейт (Кейт Бекінсейл). Фільм вийшов у прокат у січні 2012. У тому ж році Джонс був залучений у драму-фентезі з елементами трилеру «Візантія» й науково-фантастичний фільм жахів «Антивірус».
У 2013 Джонс приєднався до акторського складу дебютного режисерського проекту американського актора Джона Слеттері «Божа кишеня» та біографічного фільму «Зовсім низько» з Джоном Гоксом у головній ролі. У 2015 повідомили, що Калеб отримав роль у горорі «Пастка». Наступним його проектом стала британська комедійно-кримінальна стрічка «Війна проти всіх».
На початку 2016 стало відомо, що актор приєднався до зйомок фільму Мартіна Макдонаха «Три білборди за межами Еббінга, штат Міссурі», а також отримав роль у детективній драмі «Вітаю, незнайомцю». У 2018 році стало відомо, що він приєднався до акторського складу драми «Доброта незнайомців» та комедійного горору Джима Джармуша «Мертві не помирають».
Крім акторської кар'єри Джонс був пов'язаний з музичною індустрією. Він був у складі гурту «Robert Jones» разом з Робертом Гадсоном та Айджеєм Даремом. Вони випустили інтернет-альбом «Men and Their Horses» 30 грудня 2009.

## Фільмографія

### Фільми
| Рік  |   | Українська назва                             | Оригінальна назва                         | Роль                  |
| ---- | - | -------------------------------------------- | ----------------------------------------- | --------------------- |
| 2007 | ф | Старим тут не місце                          | No Country for Old Men                    | хлопчик на велосипеді |
| 2008 | ф | Аутсайдери                                   | The Longshots                             | Джонесі               |
| 2010 | ф | Останнє вигнання диявола                     | The Last Exorcism                         | Калеб Світзер         |
| 2010 | ф | Соціальна мережа                             | The Social Network                        | член братства         |
| 2011 | ф | Люди Ікс: Перший клас                        | X-Men: First Class                        | Шон Кессіді / Банши   |
| 2011 | ф | Літня пісня                                  | Summer Song                               | Джек                  |
| 2012 | ф | Контрабанда                                  | Contraband                                | Енді                  |
| 2012 | ф | Візантія                                     | Byzantium                                 | Френк                 |
| 2012 | ф | Антивірус                                    | Antiviral                                 | Сід Марч              |
| 2013 | ф | Том на фермі                                 | Tom à la ferme                            | Ґійом                 |
| 2014 | ф | Божа кишеня                                  | God's Pocket                              | Леон Габбард          |
| 2014 | ф | Зовсім низько                                | Low Down                                  | Коул                  |
| 2014 | ф | Королева та країна                           | Queen & Country                           | Персі Гебгуд          |
| 2014 | ф | Бог знає що                                  | Heaven Knows What                         | Ілля                  |
| 2015 | ф | Стоунволл                                    | Stonewall                                 | сирота Енні           |
| 2016 | ф | Війна проти всіх                             | War on Everyone                           | Расселл Бедвелл       |
| 2017 | ф | Пастка                                       | Get Out                                   | Джеремі Ермітедж      |
| 2017 | ф | Проект «Флорида»                             | The Florida Project                       | Джек Гікс             |
| 2017 | ф |                                              | To the Night                              | Норман                |
| 2017 | ф | Баррі Сіл: Король контрабанди                | Mena                                      | Бубба                 |
| 2017 | ф | Три білборди за межами Еббінга, штат Міссурі | Three Billboards Outside Ebbing, Missouri | Ред                   |
| 2017 | ф | Вітаю, незнайомцю                            | Welcome the Stranger                      | Ітан                  |
| 2017 | ф | Тайрел                                       | Tyrel                                     | сирота Енні           |
| 2018 | ф |                                              | Friday's Child                            | Свім                  |
| 2019 | ф | Доброта незнайомців                          | The Kindness of Strangers                 | Джефф                 |
| 2019 | ф | Мертві не вмирають                           | The Dead Don't Die                        | Боббі Віггінс         |
| 2020 | ф | Вієна і Фантоми                              | Viena and the Fantomes                    | Альберт               |
| 2020 | ф | Форпост                                      | The Outpost                               | Тай Картер            |
| 2021 | ф |                                              | Nitram                                    | Нітрам                |
| 2021 | ф |                                              | The Forgiven                              | Далі Марголіс         |
| 2021 | ф | Фінч                                         | Finch                                     | Джефф                 |
| 2023 | ф | Догмен                                       | DogMan                                    | Дуглас                |
| 2024 | ф | Жнива                                        | Harvest                                   | Волтер Тірск          |
| 2025 | ф | Дракула: Історія кохання                     | Dracula: A Love Tale                      | Дракула               |

### Серіали
| Рік       |   | Українська назва      | Оригінальна назва   | Роль                                |
| --------- | - | --------------------- | ------------------- | ----------------------------------- |
| 2008—2010 | с | Нічні вогні п'ятниці  | Friday Night Lights | Джиммі Адлер (5 епізодів)           |
| 2009—2010 | с | Пуститися берега      | Breaking Bad        | Луїс Корбетт (2 епізоди)            |
| 2010      | с | Вікторія-переможниця  | Victorious          | хлопець (Епізод: "Tori the Zombie") |
| 2017      | с | Твін Пікс: Повернення | Twin Peaks          | Стівен Бенетт (4 епізоди)           |

## Дискографія
- The Mother Stone (2020)
- Gadzooks Vol. 1 (2021)
- Gadzooks Vol. 2 (2022)
- Hey Gary, Hey Dawn (2024)